# ギュンターヒルヤモリ
ギュンターヒルヤモリ（学名：Phelsuma guentheri）は、ヤモリ科ヒルヤモリ属に分類されるトカゲ。

## 分布
モーリシャス（ロンド島）固有種

## 形態
全長30センチメートル（頭胴長9.6-14センチメートル）。背面の体色は緑がかった灰褐色で、暗褐色の斑点や不定形の斑紋が入る。腹面の体色は灰白色で、暗褐色や黒い斑点が入る。
幼体は腹面の体色が黄色。

## 生態
ヤシからなる乾燥林に生息するが、岩場にも生息する。樹上棲だが、獲物を求めて地表で活動することもある。薄明薄暮性もしくは夜行性で、昼間は樹冠や茂みの中で休む。
食性は動物食傾向の強い雑食で、昆虫、クモ、爬虫類などを食べ、共食いした例もある。飼育下では果実を食べた例もある。
繁殖形態は卵生。樹冠、樹皮や岩の割れ目に1回に1-2個の卵を産む。

## 人間との関係
人為的に移入されたアナウサギやヤギによる生息地の破壊などにより生息数は減少した。以前はモーリシャス島やフランス領レユニオンにも分布していたが、ロンド島の個体群を除いて絶滅した。アナウサギやヤギの駆除およびそれに伴うヤシ林の回復、ジャージー島で飼育下繁殖した個体の再導入などの保護対策が進められ、生息数は増加傾向にある。1975年における生息数は1,800頭、1982年における生息数は200頭以下と推定されている。